# Beaulieu-sur-Mer

Flagge der Gemeinde Beaulieu-sur-Mer

Beaulieu-sur-Mer (okzitanisch Bèuluec, italienisch veraltet Belluogo) ist eine französische Gemeinde mit 3.835 Einwohnern (Stand 1. Januar 2022) an der Mittelmeerküste (Côte d’Azur) im Département Alpes-Maritimes in der Region Provence-Alpes-Côte d’Azur. Sie gehört zum Gemeindeverband Métropole Nice Côte d’Azur. Die Einwohner werden in der Landessprache als Berlugans bezeichnet.

## Geographie
Beaulieu-sur-Mer liegt unmittelbar an der französischen Riviera an der Basse Corniche, etwa acht Kilometer östlich von Nizza und zehn Kilometer westlich des Fürstentums Monaco. Im Süden schließt sich die Halbinsel Cap Ferrat an.

## Geschichte
Der Küstenabschnitt wurde bereits in prähistorischer Zeit besiedelt, was Ausgrabungen aus der Jungsteinzeit belegen. In der Antike wurde der Ort im Itinerarium Antonini unter dem Namen Anao als griechische Hafenstadt zum ersten Mal erwähnt und hat sich unter dem Einfluss der Römer weiterentwickelt.
Im vierten Jahrhundert wurde ein kleines Kloster errichtet, das die Langobarden im sechsten Jahrhundert zerstörten. Die Bewohner flüchteten über Montolivo, die heutige Hochebene Saint-Michel an der Grande Corniche. Erst Ende des 13. Jahrhunderts kamen neue Siedler in das Gebiet zurück.
Nach der Eroberung durch Napoleon III. wurde der Ort 1860 französisch, der ursprüngliche Name Bellolocco wurde in Beaulieu geändert.
Im 19. Jahrhundert erlebte Beaulieu-sur-Mer durch die Anbindung an die Straße und Eisenbahnlinie nach Nizza einen großen Aufschwung. Viele Gäste stiegen während der Wintermonate im kleinen Kurort an der Côte d’Azur ab, darunter einige gekrönte Häupter wie König Leopold II. von Belgien und der Marquis von Salisbury (britischer Premierminister) sowie andere bekannte Persönlichkeiten wie James Gordon Bennett Jr. (Eigentümer des New York Herald), Isaac Merritt Singer und Gustave Eiffel.
Während des Ersten Weltkriegs verließen viele berühmte Einwohner die Stadt. In dieser Zeit begann der Tourismus, der dem Ort zu neuer Blüte verhalf und bis heute eine der Haupteinnahmequellen zu allen Jahreszeiten bildet. Beaulieu-sur-Mer war Ausgangspunkt eines Personenkults um Philippe Pétain, späterer Hauptverantwortlicher des Vichy-Regimes, der ab 1919 in einem Kirchenfenster als Glaubenskrieger dargestellt wurde.
| Jahr      | 1968  | 1975  | 1982  | 1990  | 1999  | 2006  | 2007  | 2008  | 2009  | 2019  |
| --------- | ----- | ----- | ----- | ----- | ----- | ----- | ----- | ----- | ----- | ----- |
| Einwohner | 4.050 | 4.273 | 4.302 | 4.013 | 3.675 | 3.714 | 3.720 | 3.742 | 3.749 | 3.755 |

## Sehenswürdigkeiten

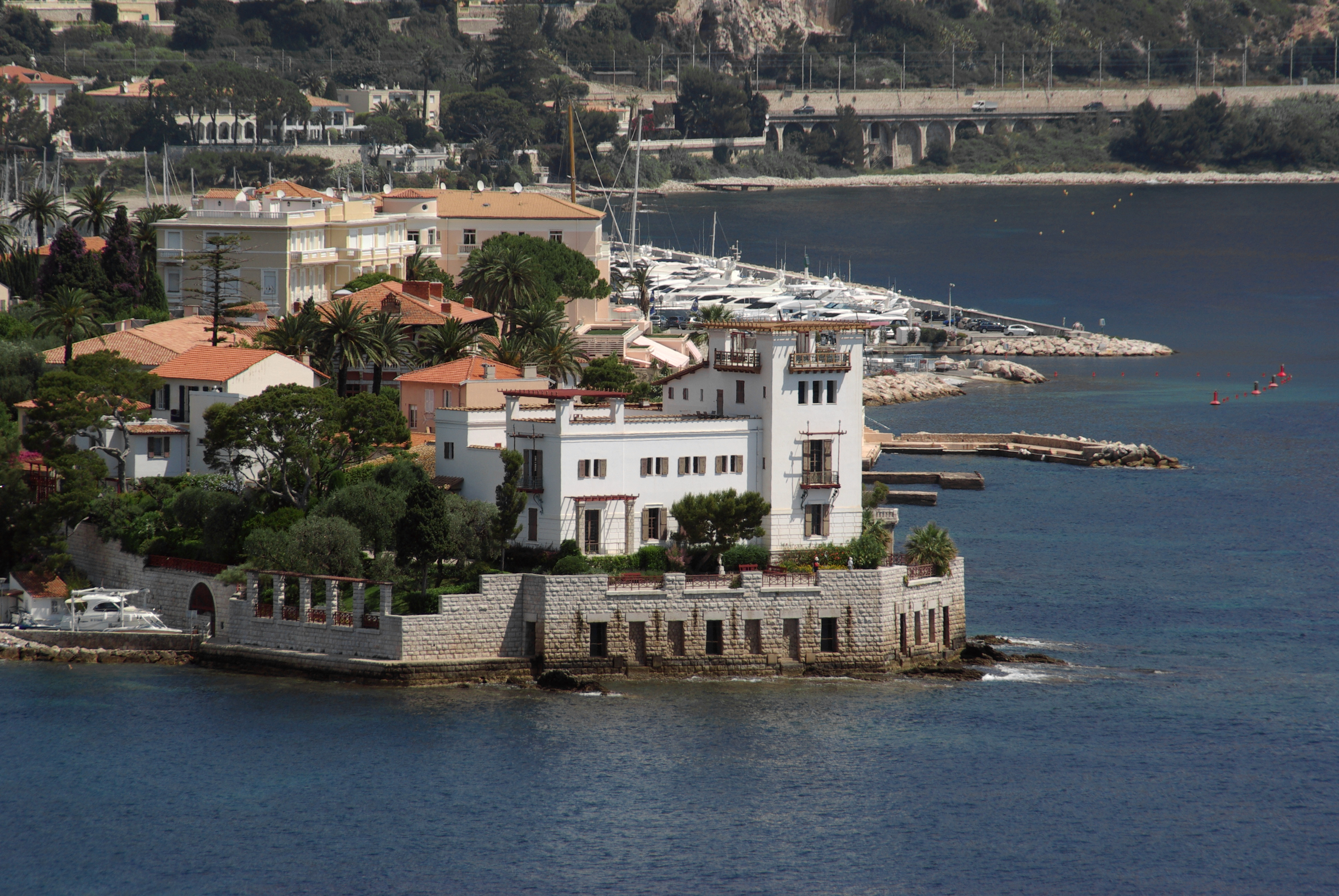
Villa Kérylos (2011)

- Villa Kérylos: Erbaut zwischen 1902 und 1908 vom französischen Architekten Emmanuel Pontremoli im antiken griechischen Stil des zweiten und ersten Jahrhunderts v. Chr. auf einem Felsvorsprung über dem Meer. Die Villa war früher Eigentum des Althistorikers Théodore Reinach und wurde im Jahr 1928 dem Institut de France übergeben. Sie ist heute für Besichtigungen zugänglich.
- Romanische Kapelle Santa Maria de Olivo aus dem 11. Jahrhundert
- Pfarrkirche von 1899

## Städtepartnerschaft
Zwischen Beaulieu-sur-Mer und der US-amerikanischen Stadt Tempe im Bundesstaat Arizona besteht eine Städtepartnerschaft.

## Sonstiges

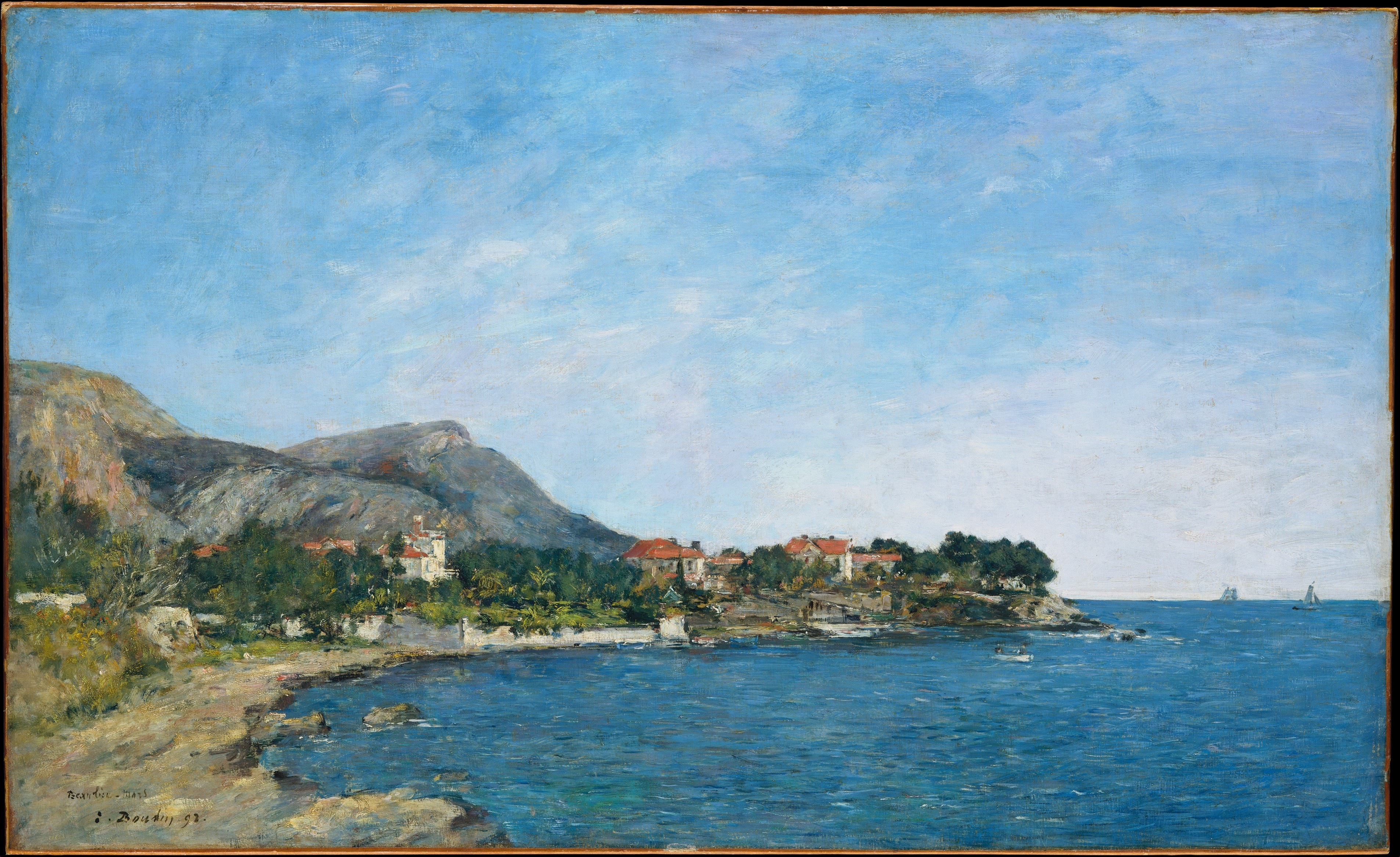
Eugène Boudin – Beaulieu, La baie des Fourmis

Die dort gelegene Baie des Fourmis (deutsch Ameisenbucht) wurde 1892 durch den Künstler Eugène Boudin mit einem Ölgemälde dargestellt.